# Родіонов Антон Олександрович
Анто́н Олекса́ндрович Родіо́нов (1986—2014) — капітан Збройних сил України, учасник російсько-української війни.

## З життєпису
Народився 1986 року в місті Харків у родині військовослужбовців. Після закінчення школи планував продовжити справу батька і вступити до Харківського танкового училища; однак вступає до Харківського університету Повітряних Сил імені Івана Кожедуба на льотний факультет. 2008 року закінчив університет та опанував спеціальність «льотна експлуатація та бойове застосування вертольотів». Вирушає проходити службу у 12-ту окрему бригаду армійської авіації. Льотчик-оператор, 7-й окремий полк армійської авіації.
З весни 2014-го брав участь у боях на сході України. 20 серпня 2014 року російські дві повітряно-десантні роти 234 ДШП разом із окремими контрактниками 104 ДШП, підсилені 6—8 танками 35-ї ОМСБр, вибили українських вояків 24-ї бригади з блокпостів «Гагарін» та «Поступ», що були розгорнуті на висотах під Георгіївкою Лутугинського району. На підсилення командування спорядило повітряну підтримку. Загинув 20 серпня 2014-го разом з майором Олегом Бірюком — перебували у збитому терористами гелікоптері Мі-24 — поблизу смт Георгіївки Лутугинського району. У тому бою полягли старший сержант Штинда Микола Миронович і солдат Білоус Сергій Степанович.
Похований у Харкові.
Без Антона лишились мама й брат.

## Нагороди та вшанування
- орден Богдана Хмельницького III ступеня (27.11.2014, посмертно).
- Вшановується 20 серпня на щоденному ранковому церемоніалі вшанування українських захисників, які загинули цього дня в різні роки внаслідок російської збройної агресії[1]
- Його портрет розміщений на меморіалі «Стіна пам'яті полеглих за Україну» в Києві: секція 3, ряд 4, місце 2